# Bezirksamt Durlach

Lage der Bezirksämter in Baden im Jahr 1890

Das Bezirksamt Durlach war seit 1803 ein Amt in der Markgrafschaft Baden. Es wurde 1924 im Rahmen einer Reform der Verwaltungsgliederung aufgelöst.

## Geschichte
Von 1752 bis 1803 wurde das Oberamt Durlach und das Oberamt Karlsruhe in Personalunion von einem Obervogt geleitet. Die Stadt und das Amt Durlach hatten durch die Verlegung der Residenz nach Karlsruhe an Bedeutung verloren.
Mit der Neugliederung Badens 1803 kamen zum Amt neue Orte hinzu. Der Amtsbezirk hatte nun 14.674 Einwohner und zu ihm gehörten folgende Städte und Gemeinden: Aue, Berghausen, Büchig, Durlach, Grötzingen, Grünwettersbach, Hagsfeld, Hohenwettersbach, Palmbach, Rintheim, Söllingen, Spöck, Staffort, Weingarten und Wolfartsweier. Der Amtsbezirk zählte bald über 15.000 Einwohner, deshalb wurden durch das Organisationsreskript vom 26. November 1809 folgende Orte an das Oberamt Karlsruhe abgegeben: Blankenloch, Büchig, Hagsfeld, Spöck, Staffort und Weingarten. Gleichzeitig kam vom Bezirksamt Ettlingen der Ort Stupferich hinzu.
Die hierarchische Gliederung und Ämtereinteilung der badischen Verwaltung wurde in den Jahren 1806, 1809, 1813 und 1863 geändert. Folgende Übersicht zeigt die jeweilige Zugehörigkeit des Bezirksamtes Durlach.
- Ab 1803: Badische Markgrafschaft - Landvogtei Karlsburg - Oberamt Durlach
- Ab 1806: Provinz des Mittelrheins oder der badischen Markgrafschaft (Karlsruhe) - Landesherrliches Oberamt Durlach
- Ab 1809: Pfinz- und Enzkreis (Durlach) - Landesherrliches Amt Durlach
- Ab 1864: Landeskommissärbezirk Karlsruhe - Kreis Karlsruhe - Bezirksamt Durlach

Mit der Auflösung des Amtes Stein 1821 erhielt Durlach Singen, Königsbach und Wilferdingen zugewiesen. Damit war die Zusammensetzung des Bezirksamtes Durlach bis zu seiner Auflösung am 31. März 1924 abgeschlossen. Die vom Amt Stein gekommenen Orte kamen nun an das Bezirksamt Pforzheim und alle anderen an das Bezirksamt Karlsruhe.

## Amtsbezeichnungen
- 1803 bis 1809 Oberamt
- 1809 bis 1824 Amt
- 1824 bis 1864 Oberamt
- 1865 bis 1924 Bezirksamt

## Oberamtmänner
- 1804 bis 1810 Wilhelm Eisenlohr
- 1810 bis 1813 Ludwig Winter
- 1814 bis 1821 Johann Carl Müller
- 1821 bis 1824 Carl Baumgärtner
- 1824 bis 1843 Carl Baumüller
- 1843 bis 1851 August Eichrodt
- 1851 bis 1866 Wilhelm Spangenberg
- 1866 bis 1869 Friedrich Christian Wilhelm Wielandt
- 1869 bis 1879 Gustav Jägerschmidt
- 1879 bis 1883 Leopold Sonntag
- 1883 bis 1886 Johann Gruber
- 1886 bis 1888 Franz Lumpp
- 1888 bis 1890 Eduard Erxleben
- 1890 bis 1896 Wilhelm Holtzmann
- 1896 bis 1899 Emil Nußbaum
- 1899 bis 1917 Ludwig Turban der Jüngere (Geheimer Regierungsrat)
- 1918 bis 1918 Julius Döpfner
- 1918 bis 1924 Albert Mays